# Alte Eidgenossenschaft

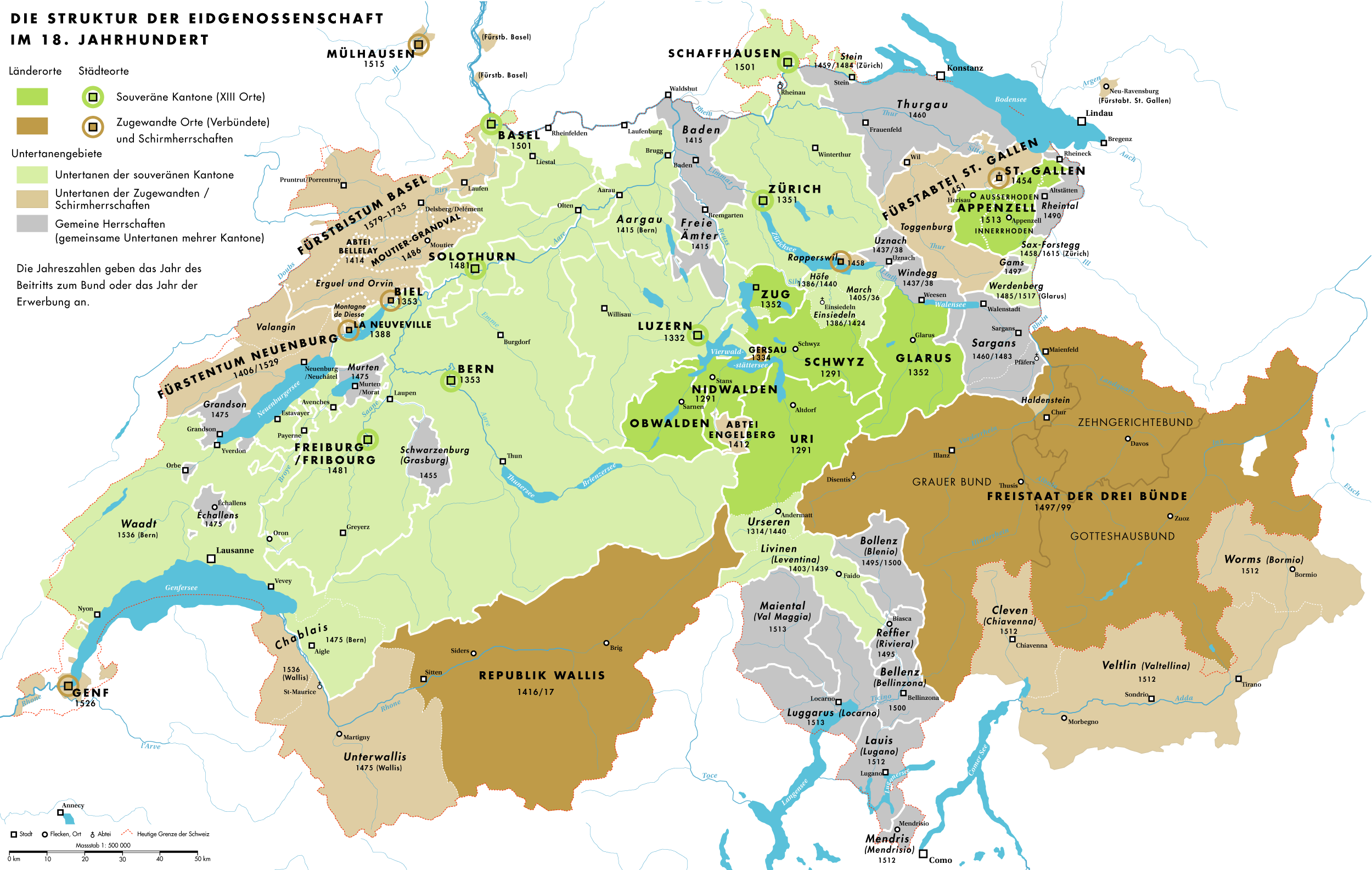
Die Struktur der Eidgenossenschaft im 18. Jahrhundert

Als Alte Eidgenossenschaft wird die Schweizerische Eidgenossenschaft in der Form bezeichnet, wie sie von den ersten Bündnissen im 13./14. Jahrhundert bis zum Einmarsch der Franzosen und dem Beginn der Helvetik 1798 bestand. Die Alte Eidgenossenschaft war staatsrechtlich gesehen ein lockerer Staatenbund, der stark von den Machtinteressen der einzelnen Mitglieder geprägt war. Sie bestand aus den als «Orte» bezeichneten autonomen Mitgliedsstaaten (ab 1353 Acht Alte Orte, ab 1513 Dreizehn Alte Orte) mit ihren jeweiligen Untertanengebieten sowie den Zugewandten Orten und den Gemeinen Herrschaften.
Die idealisierten Erzählungen über die Eidgenossenschaft, die sich seit dem 15. Jahrhundert auch lateinisch Liga vetus et magna Alamaniae superioris ‹Alter grosser Bund oberdeutscher Lande› nannte, bildeten seit dem 16. Jahrhundert ein zentrales Element eidgenössischer und später schweizerisch-nationaler Identitätsbildung.

## Geschichte

### Gründung
Als möglicher Gründungszeitpunkt einer «Alten Eidgenossenschaft» erlangte eine Urkunde aus dem Jahr 1291, besiegelt von den drei Waldstätten Uri, Schwyz und Unterwalden (später auch Bundesbrief genannt), zentrale Bedeutung, ferner der Bund von Brunnen 1315 und das Bündnis zwischen Luzern und den drei Waldstätten von 1332.

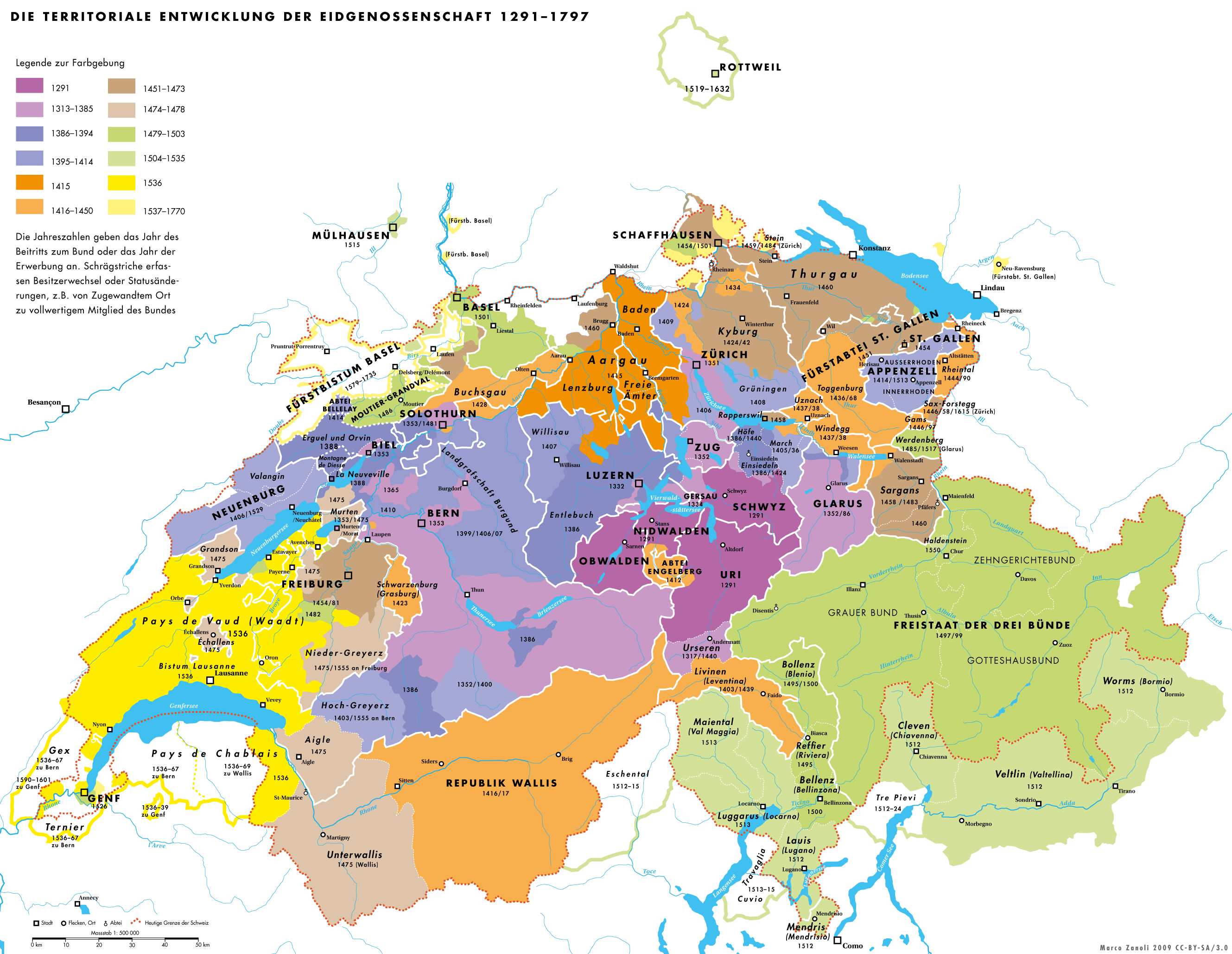
Die territoriale Entwicklung der Eidgenossenschaft ca. 1291–1797

Als uneinheitliches politisch-militärisches Bündnisgeflecht zwischen den beteiligten «Orten», denen das aufstrebende städtische Patriziat oder der Landadel vorstanden, richtete sich die Eidgenossenschaft zunächst gegen die Ansprüche der Habsburger, die sich seit dem Erwerb der Stadt Luzern 1291 im Mittelland und in der Innerschweiz festgesetzt hatten. Die Bündnisse dienten neben ersten Versuchen territorialer Expansion der Sicherung des Landfriedens sowie der Gerichtsbarkeit und der Bewahrung der von verschiedenen römisch-deutschen Kaisern erworbenen Privilegien und Freiheitsrechte (Mythos von Wilhelm Tell). 1309 bestätigte König Heinrich VII. die Reichsunmittelbarkeit von Uri und Schwyz und bezog nun auch Unterwalden darin ein; die drei Waldstätten wurden einem königlichen Landvogt unterstellt. In der neueren Forschung wird die Privilegierung von 1309 als bedeutender Schritt hin zur späteren Bündnisbildung betrachtet, die Bedeutung des Bundesbriefes hingegen wird teils als überschätzt angesehen.
Auf die Kriege gegen Habsburg-Österreich im 14. Jahrhundert und 15. Jahrhundert (Schlacht am Morgarten 1315, Schlacht bei Sempach 1386, Mythos von Arnold Winkelried, Eroberung des Aargaus und Thurgaus 1415, Kampf gegen Habsburg und Zürich im Alten Zürichkrieg) folgte im 15. und 16. Jahrhundert eine kriegerische Expansion nach Süden ins Tessin und durch Soldbündnisse weiter in die Lombardei. Söldner und die Orte aus dem Gebiet der Eidgenossenschaft kämpften erfolgreich (unter den Visconti und Sforza) bis zum Sieg 1513 gegen Frankreich bei Novara – nur zwei Jahre später, 1515, folgte die Tragödie der Schlacht bei Marignano, wo sich Söldner aus der Eidgenossenschaft den Truppen einzelner Orte gegenüberstanden, nachdem jene Orte abgezogen waren, welche mit den diversen Händeln und Soldbündnissen mit den Franzosen einverstanden waren, von einer Einheit also keine Rede sein konnte.

### Alter Zürichkrieg und Stanser Verkommnis
Bereits vor der Reformation kämpften Zürich und Schwyz insbesondere um den Zugang zum Rickenpass, der für die Getreidezufuhr der Waldstätte von zentraler Bedeutung war, so im Alten Zürichkrieg (1436–1450), der das lose Bündnisgeflecht der Eidgenossenschaft auf eine harte Bewährungsprobe stellte. Ein weiterer Konflikt entstand nach den erfolgreichen Burgunderkriegen unter Führung der Stadt Bern, als es um die Aufnahme der Städte Solothurn und Freiburg in die Eidgenossenschaft ging: Im sogenannten «Stanser Verkommnis» (1481) rettete der Legende nach nur der Rat des Einsiedlers (und späteren Nationalheiligen) Bruder Klaus die Gemeinschaft vor dem Zerfall. Nach neueren Forschungsergebnissen entstand damit überhaupt das erste verfassungsähnliche Vertragswerk, das alle beteiligten Orte einschloss. Diesem Schritt zum verbindlichen Vertragswerk verdankt die Eidgenossenschaft den erfolgreichen Widerstand gegen den Wiedereingliederungsversuch des eidgenössischen Territoriums ins Reich durch den Habsburger Maximilian I. (Schwabenkrieg 1499) und letztlich die spätere vollständige Loslösung vom Heiligen Römischen Reich.

### Reformation
Nach dem Beginn der Reformation zerfielen die Kantone in ein reformiertes und ein katholisches Lager: Während sich die grossen Städte Zürich, Bern und Basel der Reformation anschlossen, bildeten die Waldstätte mit Luzern und Zug als «Fünf Orte» einen eigenen konfessionell-politischen Block und gingen darüber hinaus ein Defensivbündnis mit dem Reich ein; dagegen schloss Zürich ein vorübergehendes «Burgrecht» mit reformierten Städten in Süddeutschland, die ausserhalb der Eidgenossenschaft lagen. Zwischen den beiden konfessionellen Gruppen kam es wiederholt zu militärischen Konflikten, so im Ersten (1529) und Zweiten Kappelerkrieg (1531) und im Ersten 1656 und Zweiten Villmergerkrieg 1712 (Reformation und Gegenreformation in der Schweiz; 1519–1712). Auch das Beitrittsgesuch der reformierten Freien Reichsstadt Strassburg wurde nach seinem Eingang 1584 von den katholischen Ständen verschleppt, um nicht in die Minderheit zu geraten.
In der Entstehung der «Alten Eidgenossenschaft» unterscheidet man verschiedene Perioden, die sich an der Anzahl der beteiligten Orte (Stände, Kantone) orientieren.
- 1291–1332 III Orte: Uri, Schwyz und Unterwalden
- 1353–1481 VIII Orte: Luzern, Glarus, Zürich, Zug, Bern
- 1481–1501 X Orte: Freiburg, Solothurn
- 1501–1513 XII Orte: Basel, Schaffhausen
- 1513–1798 XIII Orte: Appenzell

1648 wurde die Eidgenossenschaft im Westfälischen Frieden auch de iure unabhängig vom Heiligen Römischen Reich Deutscher Nation, nachdem sie es de facto schon seit den Schwabenkriegen (Schlacht bei Dornach) 1499 gewesen war.

### «Verfassung» der Alten Eidgenossenschaft

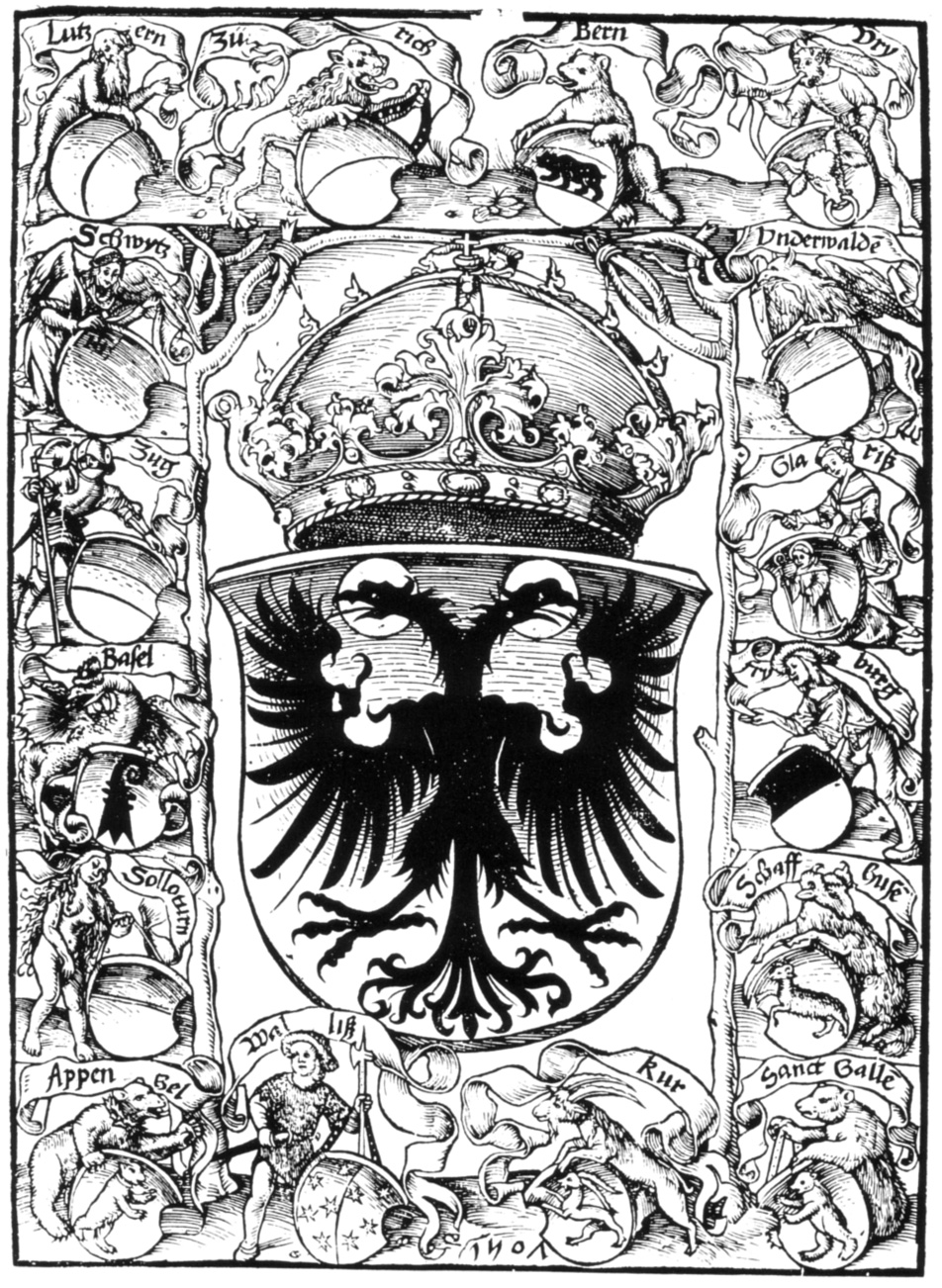
Die Wappen der eidgenössischen Orte und der wichtigsten Zugewandten 1507. In der Mitte der Reichsadler als Zeichen der Reichsunmittelbarkeit.

Die verfassungsrechtliche Erfassung der Alten Eidgenossenschaft bereitet einige Schwierigkeiten. Nach mittelalterlichem Verständnis war sie ein Bündnis mit dem primären Zweck, gegen innen den Landfrieden zu wahren und gegen aussen das Territorium der Mitglieder gegen fremde Rechtsansprüche sowie kriegerische Übergriffe zu verteidigen. Ausserdem gab es bis 1798 keinen für alle Mitglieder gültigen völkerrechtlichen Vertrag, durch den die Gründung eines Bundesstaates oder eines Staatenbundes abgeleitet werden könnte. Bis 1526 blieb die Zeremonie des gemeinsamen Beschwörens der alten Bündnisse und Verträge die Klammer, durch welche alle Bundesglieder zusammengehalten wurden. Dann fiel wegen der konfessionellen Trennung sogar diese weg. Bereits unter den frühen Staatsrechtlern des 16. Jahrhunderts war es deshalb umstritten, ob die Eidgenossenschaft ein Staatenbund oder ein Bündnis bzw. eine Allianz sei.
Kernpunkt der Schwierigkeit bildet die Frage der Souveränität der eidgenössischen Orte und der Zugewandten. Ein Souveränitätstransfer von den Gliedern auf einen Staatenbund kann erst erfolgen, wenn die Glieder zuvor souverän sind. Die eidgenössischen Orte bzw. Kantone und Zugewandten waren jedoch de iure gegen aussen erst ab 1648 souverän, als sie durch den Westfälischen Frieden aus dem Römischen Reich «entlassen» wurden. Vorher war die Alte Eidgenossenschaft also ein Bündnis von de facto gegen aussen souveränen Reichsständen, die ihre Herrschafts- und Freiheitsrechte sowie Privilegien immer noch aus dem Reich ableiteten. Sogar für die Zeit nach 1648 ist eine völlige Souveränität der Alten Eidgenossenschaft nach aussen umstritten, da eine starke Abhängigkeit von Frankreich bestand, die in verschiedenen Soldbündnissen verankert war. Da nach der inneren Spaltung durch die Reformation diese Soldbündnisse zeitweise das einzige von fast allen Orten unterzeichnete Dokument darstellten, ist die Allianz mit Frankreich geradezu als Teil der Verfassung der Alten Eidgenossenschaft zu sehen. Nach dem Auslaufen der Allianz 1723 bildeten der neue Soldbund und das Militärbündnis der Dreizehn Alten Orte sowie der Zugewandten Fürstabtei und Stadt St. Gallen, Wallis, Mülhausen und Biel mit Frankreich den letzten von allen Orten gemeinsam unterzeichneten Vertrag der Alten Eidgenossenschaft. Von der inneren Organisation ausgehend, waren die Alten Orte und Zugewandten trotz den oben erwähnten Einschränkungen spätestens seit 1648 als Staatenbund anzusprechen. Nach Peyer lag er im europäischen Vergleich in Bezug auf Organisationsgrad zwischen den Niederlanden einerseits und dem Reich andererseits.
Auf der Ebene des Staatenbundes war nur die Institution der Tagsatzung ausgebildet. Ihre Hauptaufgabe waren die Verwaltung der Gemeinen Herrschaften, die Aushandlung von Soldverträgen sowie Verhandlungen mit dem Ausland. Grundlage für diese Aufgaben bildeten nach den Kappelerkriegen vier verschiedene sogenannte Landfriedensverträge, in denen die Machtverteilung zwischen katholischen und reformierten Orten geregelt waren. Verschiedene Ansätze, die Eidgenossenschaft zu einem Bundesstaat weiterzuentwickeln, wie z. B. die Bundesreform von 1655, scheiterten im 17. und 18. Jahrhundert.
Weder Individualismus noch Rationalismus waren prägend für das zeitgenössische Rechtsdenken. Staatlichkeit wurde nicht entlang normativer Kategorien, sondern als gelebte politische Praxis gedacht. Personale Beziehungen spielten eine entscheidende Rolle. Konstitutiv für die Alte Eidgenossenschaft waren Prinzipien wie Vertragstreue, Loyalität dem Herrscher gegenüber und Anciennität bei der Ämterbesetzung. Institutionen wurden nicht an juristischen oder naturrechtlichen Grundsätzen, sondern anhand der althergebrachten Legitimation gemessen. Ende des 18. Jahrhunderts handelte es sich bei der Alten Eidgenossenschaft um eine «Aristodemokratie» (Hans Conrad Peyer).

### Umkehr der Ständeordnung
Im Ausgang des Mittelalters belegen mehrere schriftliche Äusserungen, dass die Eidgenossen überzeugt waren, sie seien ein von Gott auserwähltes Volk. Die Umkehr der «christlichen Ständeordnung» durch die Schweizer (z. B. in der Schlacht bei Sempach), wo der vom Heiligen Römischen Reich eingesetzte Herzog Leopold III. «auf dem Seinen, um das Seine, von den Seinen» umgebracht wurde, bestärkte ihren Glauben noch mehr: Da der Adel seine Pflichten gegenüber den einfachen Bauern vernachlässigte, war die alte Ordnung nicht mehr gottgewollt: So schenkte die göttliche Vorsehung den Eidgenossen Sieg um Sieg und machte sie zu den wahren Edlen. Damit stellten sie sich gegen die habsburgische antieidgenössische Propaganda, die den Eidgenossen ihrerseits Gottlosigkeit und Umsturz der gottgewollten Ordnung vorwarf.
Ein Traktat der Gegenseite warf den Eidgenossen folgendes irrtümliches Selbstverständnis vor: «Wir sind jenes auserwählte Volk, das vom Volke Israel präfiguriert wurde, welches der allmächtige Gott gegen Könige und Fürsten verteidigte, da es seinen Gesetzen und seiner Gerechtigkeit gehorchte.» Gesandte entgegneten z. B. auch bei diplomatischen Verhandlungen gegenüber Karl dem Kühnen selbstbewusst: «Wäre dan der fürst von Österreich in sinem schirm, so wären aber die loblichen eidgenossen in des almechtigen gottes schirm.» Zudem kam die Passionsverehrung (Christi) in der Schweiz erstaunlich früh, und «Das Beten mit zertanen [ausgestreckten] armen» war bei den Eidgenossen zum Ende des Mittelalters zu einer geläufigen öffentlich zelebrierten Gebetsgeste geworden, vor allem auch zu Beginn einer Schlacht!

### Ende der Alten Eidgenossenschaft

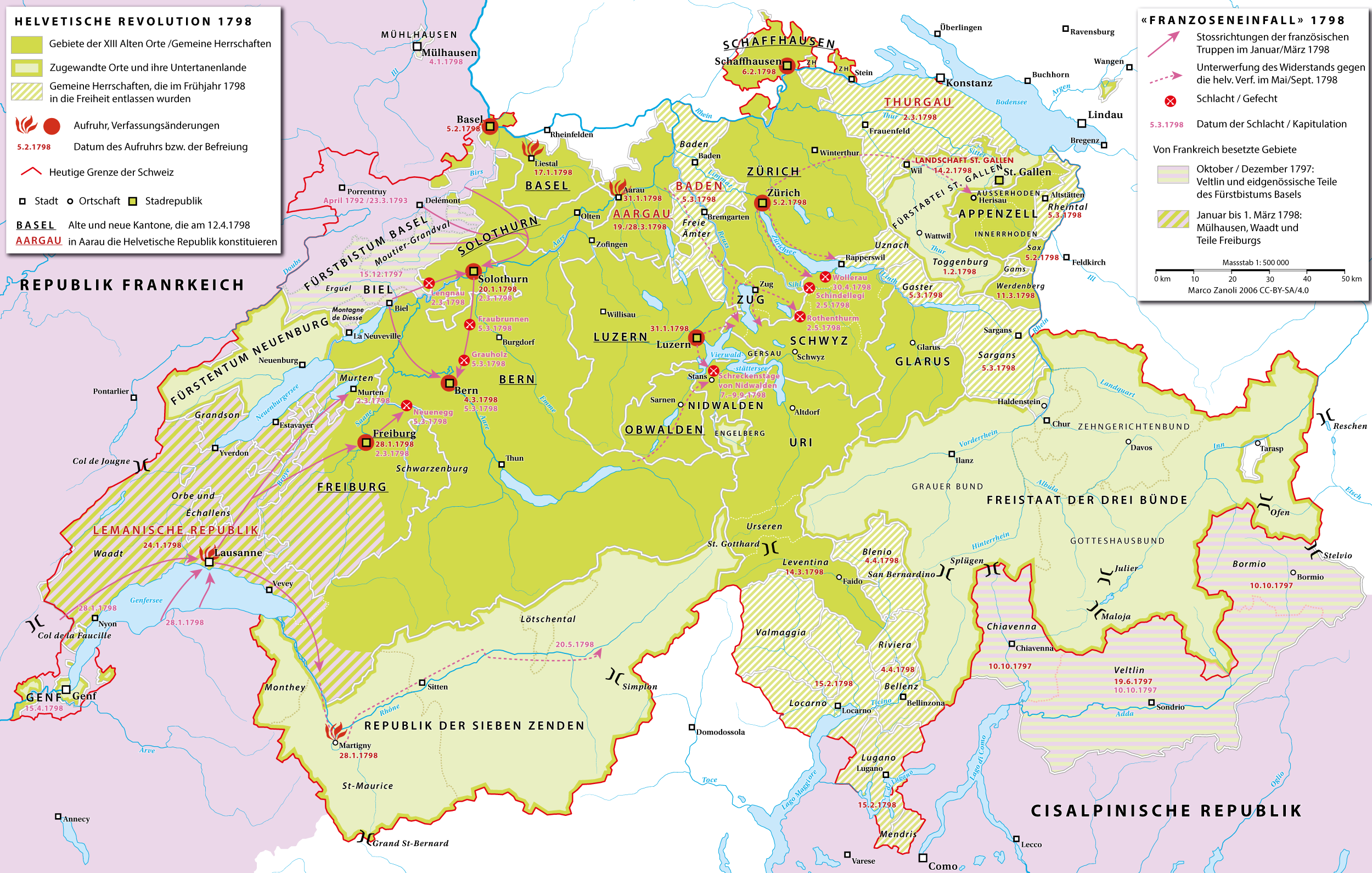
Verlauf des Franzoseneinfalls und der Helvetischen Revolution 1798

Durch die Französische Revolution und die nach dem Sturm auf die Tuilerien erfolgte Kündigung der Soldverträge mit der Eidgenossenschaft kam es zu einer Entfremdung gegenüber Frankreich, die politisch noch durch die Agitation verschiedener Emigrantengruppen in Frankreich und der Eidgenossenschaft geschürt wurde. Trotzdem verhielt sich die Alte Eidgenossenschaft gegenüber Frankreich während des Ersten Koalitionskrieges militärisch neutral und tolerierte sogar die teilweise Besetzung des Gebiets der Drei Bünde sowie die Annexion des nördlichen Teils des Fürstbistums Basel durch Frankreich 1792.
Nach dem Ende des Ersten Koalitionskriegs überliess die Habsburgermonarchie die Schweiz, mit Ausnahme Graubündens, der Einflusssphäre Frankreichs. Angesichts der unmittelbaren Bedrohung des eidgenössischen Gebietes trafen sich die eidgenössischen Gesandten auf Einladung des Vorortes Zürich am 26. Dezember 1797 in Aarau zu einer ausserordentlichen Tagsatzung. Sie ging ohne konkrete militärische Beschlüsse auseinander. Der Beginn der Helvetischen Revolution am 17. Januar 1798 im Liestal erschütterte die Alte Eidgenossenschaft. Zwischen dem 28. Januar 1798 und dem 28. Mai 1799 kam es mit der Campagne d’Helvétie zum Krieg zwischen der Ersten Französischen Republik und der Eidgenossenschaft. Der französische Sieg brachte die militärische Besetzung eines grossen Teils des Territoriums der heutigen Schweiz durch Frankreich und die Gründung der Helvetischen Republik als Tochterrepublik mit sich. Der sogenannte Franzoseneinfall beendet in der schweizerischen Geschichtsschreibung traditionell die Ära des Ancien Régime bzw. der Alten Eidgenossenschaft.

## Struktur der Alten Eidgenossenschaft

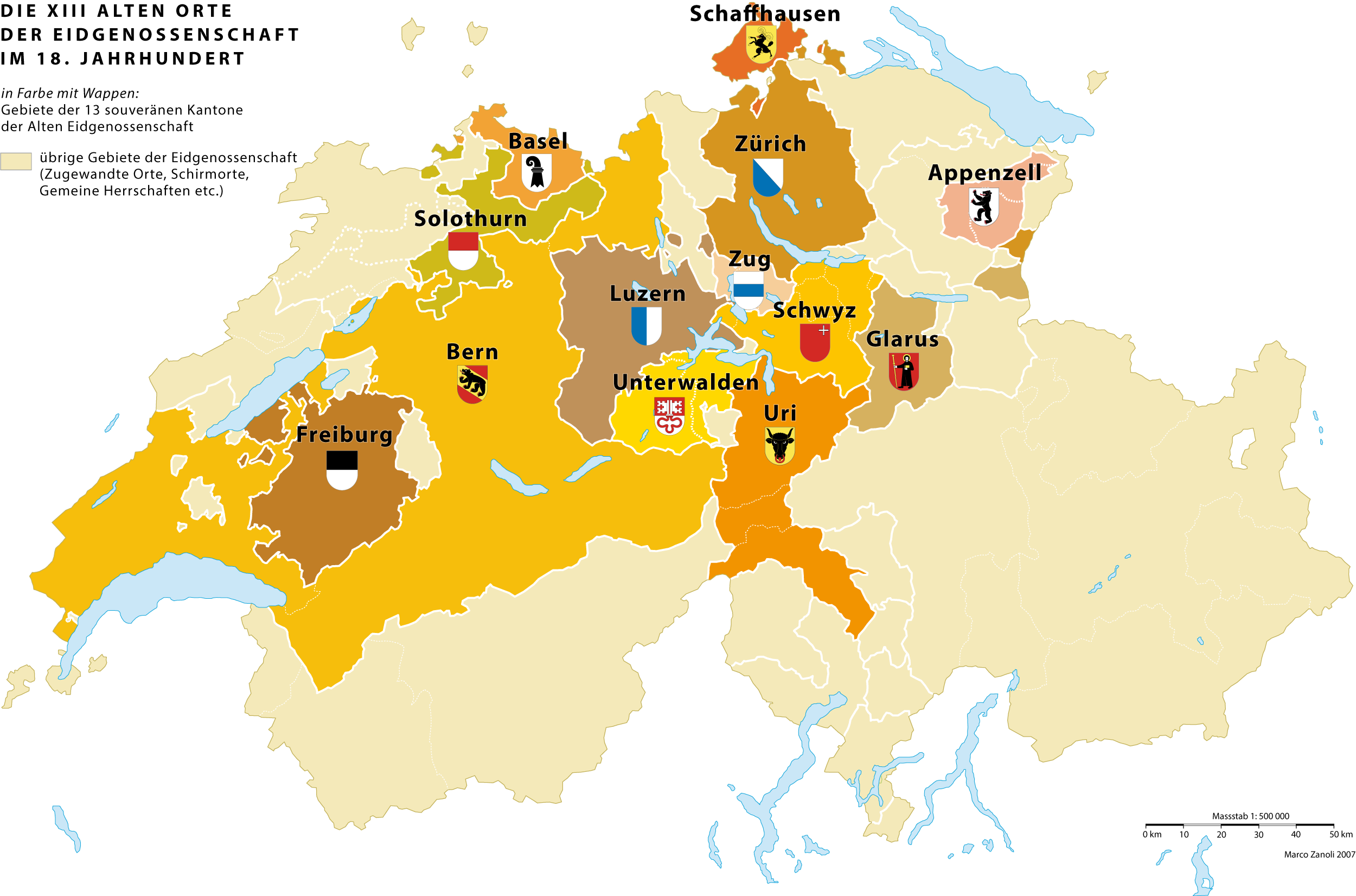
Die Dreizehn Alten Orte und das direkt von ihnen beherrschte Gebiet im 18. Jahrhundert

Schema der Struktur der Alten Eidgenossenschaft im 18. Jahrhundert

### Dreizehn souveräne Kantone
Die Reihenfolge entspricht der traditionellen Zählung. In Klammern die Jahreszahl des Beitritts.
VIII Orte
- Stadt Zürich (1351)
- Stadt Bern (1353)
- Stadt Luzern (1332)
- Land Uri (1291)
- Land Schwyz (1291)
- Land Unterwalden (Ob- und Nidwalden) (1291)
- Land Glarus (1352 / ca. 1388)
- Stadt und Land Zug (1352)

X Orte
- Stadt Freiburg (1481), seit 1454 Zugewandter Ort
- Stadt Solothurn (1481), seit 1353 Zugewandter Ort

XII Orte
- Stadt Basel (1501)
- Stadt Schaffhausen (1501), seit 1454 Zugewandter Ort

XIII Orte
- Land Appenzell (1513), seit 1411 Zugewandter Ort

Die 13 souveränen Stände (Kantone) bildeten als vollwertige Mitglieder die eigentliche Eidgenossenschaft. Zu unterscheiden sind dabei die Länderorte und die Städteorte. In den republikanischen Länderorten bildete die Landsgemeinde als Versammlung aller männlichen Landbewohner mit Bürgerrecht den obersten Souverän. Die laufenden Geschäfte und die Regierung besorgte der Landrat als Vertretung der Gemeinden und der Landesteile sowie der Landammann, der mit einigen hohen Beamten (Häuptern) die Landesregierung bildete. In den Städteorten war die Bürgerschaft der namengebenden Städte politisch bestimmend. Nach der politisch bestimmenden Schicht des städtischen Bürgertums kann man weiter unterscheiden zwischen Zunftstädten (Zürich, Basel, Schaffhausen) und Patriziaten (Bern, Solothurn, Freiburg, Luzern). In den Zunftstädten waren der Souverän der Grosse und der Kleine Rat, die aus den Vorständen der Zünfte bestanden. Die «Herrenschicht» in einer Zunftstadt bestand aus Kaufleuten, Handwerkern, Unternehmern (Verleger), Gutsbesitzern, Gerichtsherren und Offiziersfamilien der fremden Dienste. Im Patriziat waren die Stadträte fest in der Hand einer erblichen und sozial abgeschlossenen Oberschicht aus Land- und Militäradel. Besondere Bedeutung kam hierbei der Stadt Bern zu, die als grösste Stadtrepublik nördlich der Alpen hinsichtlich ihrer Regierungsstruktur oft mit Venedig verglichen wurde. Keine politischen Rechte besassen sowohl in den Länder- wie auch in den Städteorten die Zugezogenen ohne Bürgerrecht, die sogenannten Hintersassen, sowie die Bewohner der Untertanengebiete.
Es bestand kein von allen Dreizehn Orten unterzeichneter Bundesvertrag, sondern nur eine Reihe von Bündnissen, die einzelne Kantone miteinander bzw. untereinander geschlossen hatten. Als Klammer fungierten zusätzlich von allen Mitgliedern unterzeichnete Verträge wie der Pfaffenbrief (1370), der Sempacherbrief (1393) und das Stanser Verkommnis (1481). Die gemeinsamen Verträge wurden bis 1526 regelmässig von allen Orten in einer Zeremonie beschworen. Die weitere Entwicklung der Bundesstruktur wurde durch die Spaltung der Alten Eidgenossenschaft durch die Reformation verhindert. Die Städte Zürich, Bern, Basel und Schaffhausen sowie Teile der Länderorte Appenzell und Glarus gingen im 16. Jahrhundert zum reformierten Glauben über, während die Städte Luzern, Freiburg und Solothurn mit den Länderorten Uri, Schwyz, Unterwalden und Zug beim alten Glauben blieben.
Die nach Konfessionsgruppen gespaltene Eidgenossenschaft wurde mehrfach von Bürgerkriegen um die Vorherrschaft einer Konfessionsgruppe heimgesucht (Erster und Zweiter Kappelerkrieg 1529/1531, Villmergerkriege 1656/1712). Bis 1712 konnten dabei die im Goldenen Bund organisierten katholischen Kantone eine gewisse Vormachtstellung behaupten. Seit der endgültigen Loslösung der Eidgenossenschaft als Gesamtes aus dem Heiligen Römischen Reich im Westfälischen Frieden 1648 galten die einzelnen Kantone als souveräne Republiken. Seit dieser Zeit wurde die Alte Eidgenossenschaft von den Zeitgenossen als Corpus Helveticum bezeichnet und kann aus heutiger Sicht als loser Staatenbund bezeichnet werden. Nach den Kappelerkriegen wurde der von den Dreizehn Orten unterzeichnete Erste Landfrieden zu einer Art Verfassung der Eidgenossenschaft. Bis 1712 wurden drei weitere solche Landfrieden unterzeichnet, in denen die gemeinsamen Belange der Kantone geregelt wurden, insbesondere die Modalitäten der Verwaltung der Gemeinen Herrschaften und der religiösen Fragen.
Die einzige zentrale Institution der Alten Eidgenossenschaft war die Tagsatzung, die an verschiedenen Orten, am häufigsten in Baden und in Frauenfeld, zusammenkam. Die Versammlung der Abgesandten der Kantone hatte nur sehr beschränkte legislative und exekutive Kompetenzen und war sehr schwerfällig, da die Gesandten an die Instruktionen ihrer Kantone gebunden waren. Seit dem 15. Jahrhundert stand Zürich als Vorort der Vorsitz bei der Tagsatzung zu. Die Standesstimmen der Halbkantone wurden an der Tagsatzung als eine Stimme gezählt. Die alljährlich im Juli stattfindende Jahrrechnungstagsatzung in Baden diente hauptsächlich der Verwaltung der Gemeinen Herrschaften. Bei Bedarf wurden ausserordentliche Tagsatzungen aller Orte oder der konfessionellen Blöcke einberufen.

### Zugewandte Orte (Verbündete)

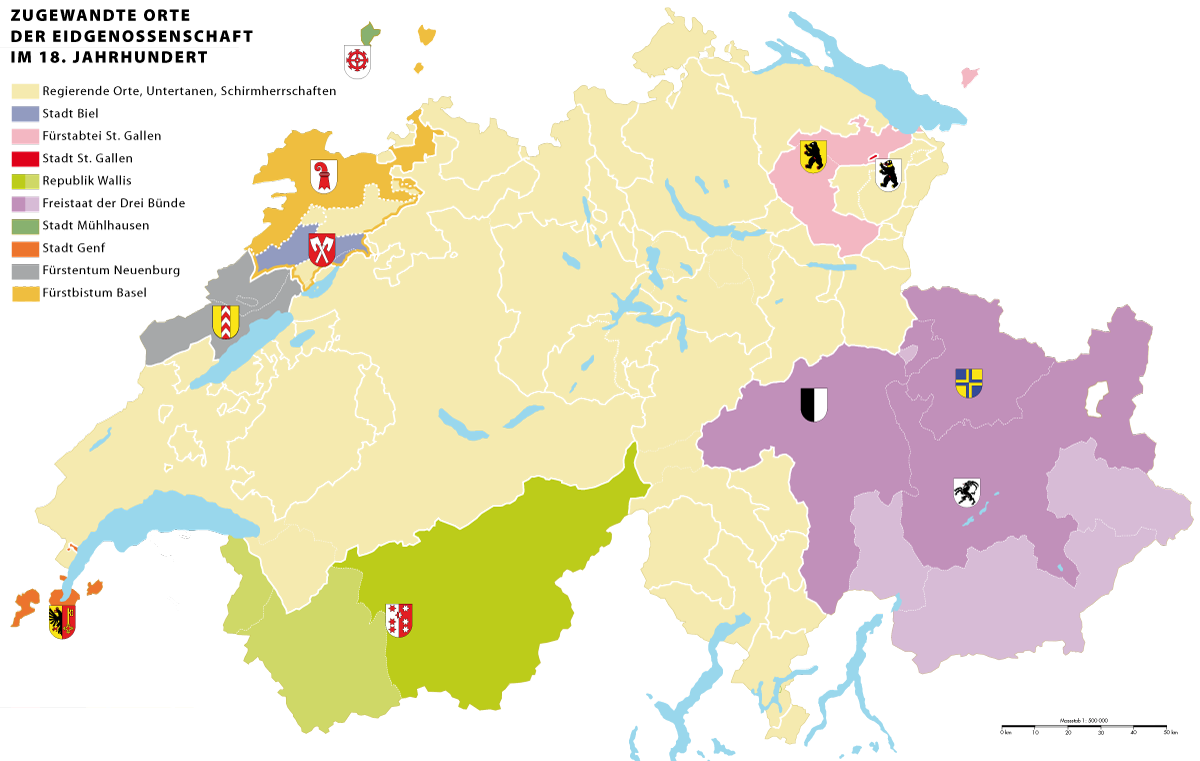
Die Zugewandten Orte der Alten Eidgenossenschaft im 18. Jahrhundert

Hinter der Jahreszahl des Bündnisses die bündnisschliessenden eidgenössischen Orte.
Engere Zugewandte
- Fürstabtei St. Gallen (1451); Zürich, Luzern, Glarus und Schwyz
- Stadt Biel (1353); Bern, Freiburg, Solothurn, nominell unter der Oberhoheit des Fürstbistums Basel
- Stadt St. Gallen (1454); Zürich, Bern, Luzern, Schwyz, Zug, Glarus

Ewige Mitverbündete
- Republik Wallis (1416/17); Luzern, Uri, Unterwalden; 1475 Bern; 1529 Schwyz, Zug, Freiburg; 1533 Solothurn
- Freistaat der Drei Bünde (1497/99); Zürich, Luzern, Uri, Schwyz, Unterwalden, Zug, Glarus; 1600 Wallis; 1602 Bern; nach 1618 eigentlich nur noch Bern und Zürich

Evangelische Zugewandte
- Stadt Mülhausen (1515/86); XII Orte; 1586 nur noch Zürich, Bern, Glarus, Schaffhausen, Basel; 1777 (XIII Orte)
- Stadt Genf (1519/36); Bern, Freiburg; 1558 nur noch Bern; 1584 Zürich, Bern

Übrige (zeitweilige) Verbündete
- Fürstentum/Grafschaft Neuenburg (1406/1529); Bern, Solothurn; 1495 Freiburg; 1501 Luzern
- Talschaft Ursern (1317–1410); Uri; 1410 zu Uri
- Weggis (1332–1380); Uri, Schwyz, Unterwalden, Luzern; 1480 zu Luzern
- Stadt Murten (1353–1475); Bern; 1475 Gemeine Herrschaft
- Stadt Payerne (1353–1536); Bern; 1536 zu Bern
- Talschaften Saanen und Château-d’Oex (1403–1555) (Hochgreyerz, Teil der Grafschaft Greyerz); Bern; 1555 zu Bern
- Bellenz (1407–1419); Uri, Obwalden; 1419–22 Gemeine Herrschaft
- Grafschaft Sargans (1437–1483); Schwyz, Glarus; 1483 Gemeine Herrschaft
- Freiherrschaft Sax-Forstegg (1458–1615); Zürich; 1615 zu Zürich
- Stadt Stein am Rhein (1459–1484) Zürich, Schaffhausen; 1484 zu Zürich
- Grafschaft Greyerz (Niedergreyerz) (1475–1555); 1555 zu Freiburg
- Grafschaft Werdenberg (1493–1517); Luzern; 1517 zu Glarus
- Stadt Rottweil (1463–1507 und 1519–1689); XIII Orte; nach 1632 nur noch Luzern, Uri, Schwyz, Unterwalden, Zug, Solothurn, Freiburg
- Fürstbistum Basel (1579–1735); Luzern, Uri, Schwyz, Unterwalden, Zug, Solothurn, Freiburg

Die Zugewandten Orte waren Staaten, Monarchen oder Landschaften, die mit der Eidgenossenschaft oder Teilen davon verbündet waren. Die «Engeren Zugewandten» hatten definitiv seit 1667 Sitz und Stimme in der eidgenössischen Tagsatzung. Die «Ewigen Mitverbündeten», die Republik Wallis und der Freistaat der Drei Bünde, waren in sich ebenfalls föderativ organisiert. Die Republik Wallis bestand aus sieben Zehnden im Oberwallis, die jeweils eine eigene Landsgemeinde hatten und nur unter einem gemeinsamen Landrat mit Landeshauptmann standen. Der Fürstbischof von Sitten besass als ursprünglicher Landesherr eine Art Ehrenpräsidium. Der Freistaat der Drei Bünde wurde durch den «Beitag» aus den Bundeshäuptern geführt. Der endgültige Entscheid lag aber bei den Volksversammlungen der 55 Hochgerichte bzw. beim Bundestag, der Abgeordnetenversammlung der Hochgerichte. Eine weitere Gruppe von Zugewandten bildeten nach der Reformation die Städte Mülhausen und Genf, die wegen ihres reformierten Glaubens nur noch mit reformierten Kantonen verbunden waren. Die Gruppe der Zugewandten ist sehr heterogen hinsichtlich ihrer Regierungsformen und Staatsstrukturen (Zunftstädte, Patriziate, Landschaften, Monarchien), und die Bündnisse sind von sehr unterschiedlichem Inhalt. Im 17. und 18. Jahrhundert kühlten wegen der konfessionellen und politischen Gegensätze in der Eidgenossenschaft die Beziehungen zwischen einigen Zugewandten und der Eidgenossenschaft stark ab, so dass etwa das Fürstbistum Basel nach 1735 nicht mehr als Zugewandter Ort gezählt werden kann und auch die Drei Bünde praktisch keinen Kontakt mehr mit der Tagsatzung pflegten.

### Gemeine Herrschaften (Kondominate)

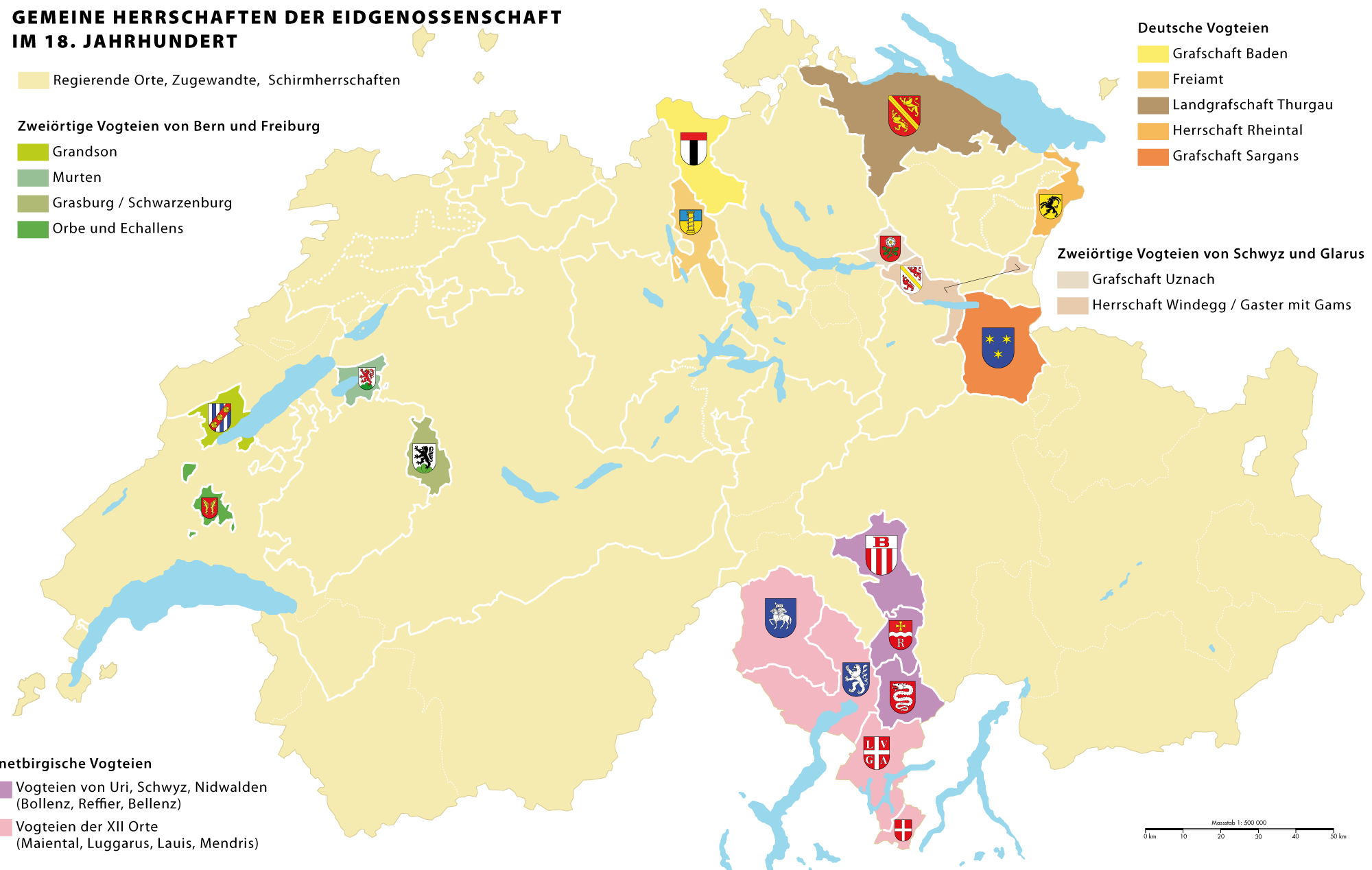
Karte der Gemeinen Herrschaften in der Alten Eidgenossenschaft im 18. Jahrhundert

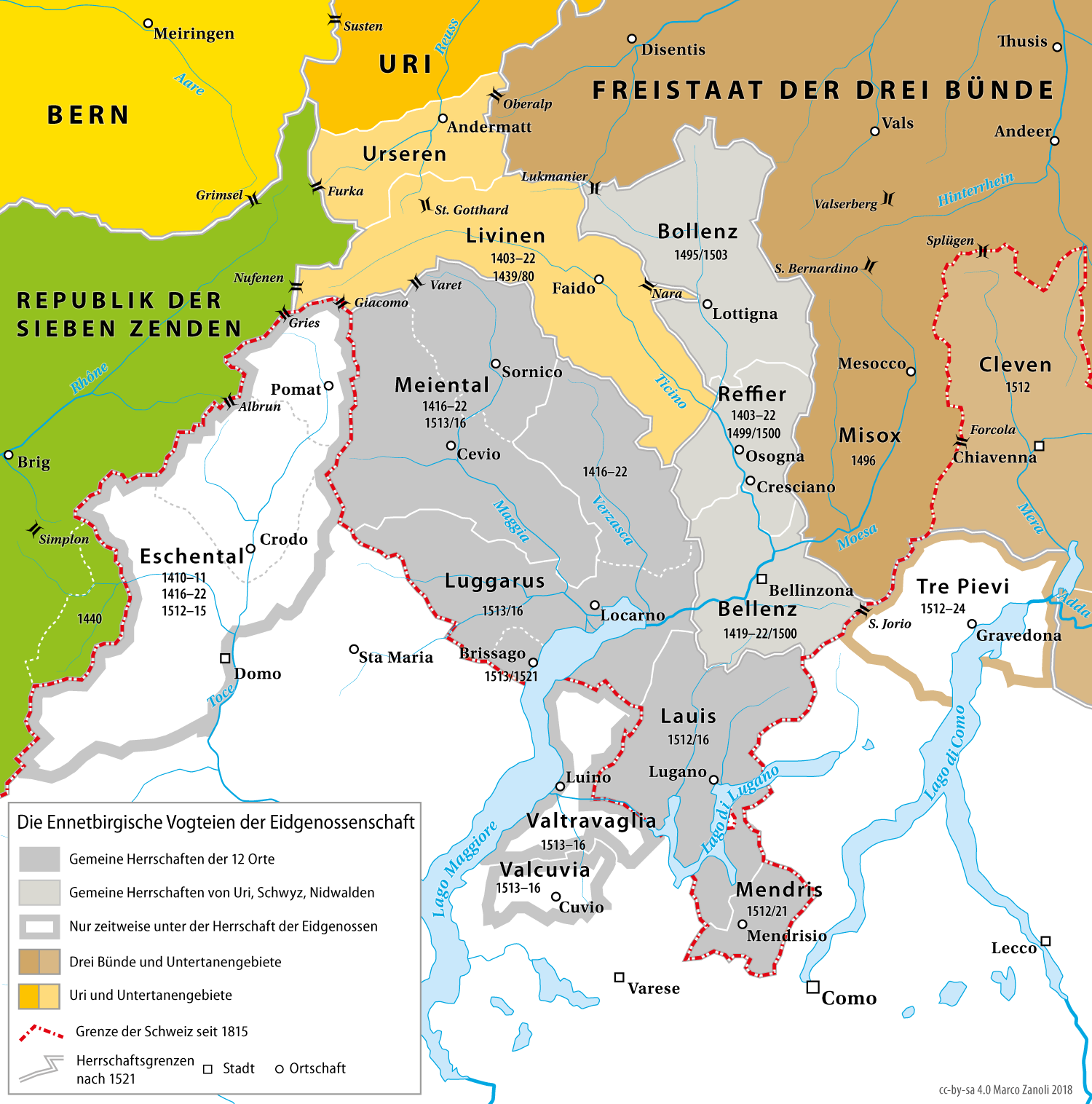
Karte der ennetbirgischen Vogteien der Alten Eidgenossenschaft

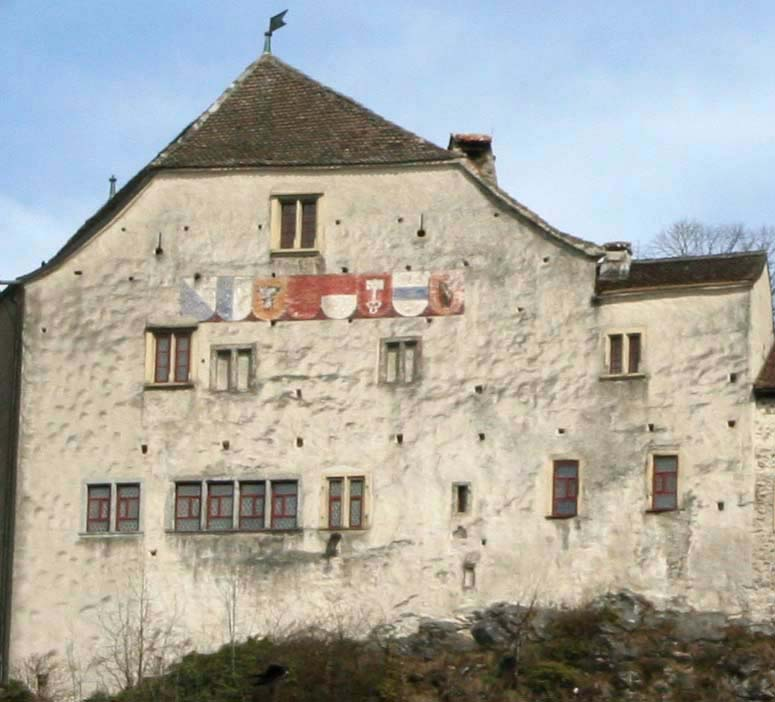
Wappen der regierenden Orte an der Fassade des Schlosses Sargans

Neben der Jahreszahl der Erwerbung der Herrschaft stehen die regierenden Orte.
Deutschsprachige gemeine Vogteien
- Freie Ämter (1415); VII Orte (ohne Bern), nach 1712 Oberes Freiamt: VIII Orte, Unteres Freiamt: Zürich, Bern, Glarus
- Grafschaft Baden (1415); VII Orte (ohne Uri), nach 1443–1712 VIII Orte, danach nur Zürich, Bern, Glarus
- Grafschaft Sargans (1460/83); VII Orte (ohne Bern), nach 1712 VIII Orte
- Landgrafschaft Thurgau (1460); VII Orte (ohne Bern), nach 1712 VIII Orte
- Herrschaft Rheintal (1490); VIII Orte (ohne Bern mit Appenzell), nach 1712 VIII Orte und Appenzell

Dritthalbörtige Vogteien
Gemeine Herrschaften von Uri, Schwyz und Nidwalden
- Bollenz (Blenio) (1477–1480, 1495)
- Reffier (Riviera) (1403–1422, 1495)
- Bellenz (Bellinzona) (1500)

Ennetbirgische Vogteien
Gemeine Herrschaften der XII Orte (ohne Appenzell)
- Maiental (Val Maggia) (1512)
- Lauis (Lugano) (1512)
- Luggarus (Locarno) (1512)
- Mendris (Mendrisio) (1512)
- Val Travaglia (1512–1515)
- Cuvio (1512–1515)
- Eschental (1512–1515)

Zweiörtige Vogteien
Gemeine Herrschaften von Bern und Freiburg
- Herrschaft Grasburg/Schwarzenburg (1423)
- Murten (1475)
- Grandson (1475);
- Orbe und Echallens (1475);

Gemeine Herrschaften von Schwyz und Glarus
- Grafschaft Uznach (1437)
- Herrschaft Windegg/Gaster (1438)
- Herrschaft Hohensax/Gams (1497)

Gemeine Herrschaft von Bern und Zürich
- Hurden (1712)

Gemeine Herrschaft mit Zugewandten
Gemeine Herrschaft von Bern und dem Fürstbischof von Basel
- Herrschaft Tessenberg/Montagne de Diesse (1388)

Als Gemeine Herrschaften wurden Gebiete bezeichnet, die von mehreren Orten gemeinsam erobert und als Vogteien auch gemeinsam verwaltet wurden. Die Zahl und die Kombination der regierenden Orte variierten dabei stark. Die «deutschsprachigen gemeinen Vogteien» befanden sich im Aargau, im Thurgau und im heutigen Kanton St. Gallen. Unter der Bezeichnung «ennetbirgische Vogteien» wurden die im Zuge der Mailänderkriege eroberten Gebiete im heutigen Kanton Tessin zusammengefasst. «Zweiörtige Vogteien» waren Gebiete, die von Bern und Freiburg bzw. Schwyz und Glarus gemeinsam beherrscht wurden. Nach dem Zweiten Villmergerkrieg 1712 erzwangen die reformierten Kantone eine neue Zusammensetzung der regierenden Orte in den deutschsprachigen gemeinen Vogteien.

### Schirmherrschaften (Protektorate)
Neben der Jahreszahl der Einrichtung des Protektorats sind die Schirmorte (Protektoren) angegeben.
- Erguel: (1335–1797) Biel (Militärhoheit). Stand unter der Hoheit des Fürstbistums Basel.
- Republik Gersau (1359–1798): Luzern, Uri, Schwyz, Unterwalden.
- Fürstabtei Engelberg: (1386–1798) Luzern, Uri, Schwyz, Unterwalden.
- Stadt Neuenstadt/La Neuveville: (1388–1798) Bern (Burgrecht). Stand unter der Hoheit des Fürstbistums Basel.
- Abtei Bellelay: (1414–1798) Bern (bis 1528), Biel, Solothurn (Burgrecht). Stand unter der Hoheit des Fürstbistums Basel.
- Fürstabtei Muri (1415–1798): Zürich, Luzern, Schwyz, Unterwalden, Zug, Glarus, Uri (ab 1549), Bern (ab 1712).
- Abtei Wettingen (1415–1798): Zürich, Luzern, Schwyz, Unterwalden, Zug, Glarus, Uri (ab 1549), Bern (ab 1712).
- Grafschaft Toggenburg: (1436–1718) Schwyz, Glarus; (1436–1798) Zürich, Bern. Gleichzeitig war das Toggenburg Untertanengebiet der Fürstabtei St. Gallen.
- Fürstabtei St. Gallen: (1451/79–1798) Zürich, Luzern, Schwyz, Glarus. Gleichzeitig war die Fürstabtei St. Gallen Zugewandter Ort.
- Abtei Pfäfers: (1460–1483) Zürich, Luzern, Uri, Schwyz, Unterwalden, Zug, Glarus; 1483 zur Grafschaft Sargans.
- Herrschaft Rapperswil (1464–1712): Uri, Schwyz, Unterwalden, Glarus; (1712–1798) Zürich, Bern, und der reformierte Landesteil von Glarus.[21]
- Propstei Moutier-Grandval: (1486–1798) Bern (Burgrecht). Stand unter der Hoheit des Fürstbistums Basel und galt bis 1797 als Reichsgebiet.
- Herrschaft Haldenstein (1541–1798): Zürich, Luzern, Uri, Schwyz, Unterwalden, Zug, Glarus.

Die Schirmherrschaften waren eigentliche Protektorate, die jedoch nicht in jedem Fall zu einem Untertanenverhältnis der Beschirmten gegenüber den Schirmherren führten. Während zum Beispiel der Fürstabt von St. Gallen eigentlich nur dann auf die Zusammenarbeit mit den Schirmorten angewiesen war, wenn er in Konflikte mit seinen Untertanen oder mit einzelnen eidgenössischen Orten geriet, und auch in seiner Aussenpolitik ziemlich eigenständig blieb, waren die Abtei Einsiedeln oder die Herrschaft Rapperswil faktisch in einer ähnlichen Stellung wie die Gemeinen Herrschaften und konnten keine eigenständige Aussenpolitik mehr betreiben. Für das Toggenburg oder auch die von Bern beschirmten Teile des Fürstbistums Basels stellten die Schirmherren wiederum eher Garanten ihrer «Freiheiten» bzw. althergebrachten Privilegien gegenüber der fürstlichen Herrschaft ihrer Feudalherren dar. Die Schirmverträge, die dem Herrschaftsverhältnis zugrunde lagen, legten individuell die Rechte und Pflichten beider Seiten fest, meist ein Recht auf Schutz vor äusseren Feinden, eine institutionalisierte Schiedsgerichtsbarkeit bei inneren Konflikten, eine Pflicht auf militärischen Zuzug etc.

### Einzelörtische Untertanen von Länderorten und Zugewandten
Uri
- Livinen (Leventina) (1403, 1439)
- Ursern (1440)

Schwyz
- Küssnacht (1402)
- Fürstabtei Einsiedeln (1397/1424)
- March (1405/36)
- Höfe (1440)

Glarus
- Werdenberg (1485/1517); 1485 zu Luzern; 1517 zu Glarus

Republik Wallis
- St-Maurice (1475/77); VII Zehnden
- Monthey (1536); VII Zehnden
- Lötschental (15. Jh.); V obere Zehnden
- Evian (1536–1569); VII Zehnden

Freistaat der Drei Bünde
- Worms (Bormio) (1512)
- Cleven (Chiavenna) (1512)
- Veltlin (Valtellina) (1512)
- Drei Pleven (1512–1526)
- Maienfeld (Bündner Herrschaft) (1509–1790); gleichzeitig Mitglied im Zehngerichtebund

Neben den Gemeinen (= gemeinsam verwalteten) Herrschaften und den Untertanengebieten einzelner Orte bestand das Territorium der städtischen Orte bis auf das eigentliche Stadtgebiet aus Untertanenland. Ob jemand in der Stadt zur herrschenden Schicht gehörte oder nicht, hing wiederum von der Familienzugehörigkeit ab. Die Rechte und Privilegien einzelner Gebiete konnten jedoch deutlich variieren. So waren beispielsweise die Munizipalstädte Winterthur und Stein am Rhein der Stadt Zürich untergeben, hatten aber ihrerseits ebenfalls ein kleines Untertanengebiet und eine eigene Schicht herrschender Stadtbürger.